# Município de Mecca (condado de Trumbull, Ohio)
O município de Mecca (em inglês: Mecca Township) é um município localizado no condado de Trumbull no estado estadounidense de Ohio. No ano de 2010 tinha uma população de 2.674 habitantes e uma densidade populacional de 38,64 pessoas por km².

## Geografia
O município de Mecca encontra-se localizado nas coordenadas 41° 22′ 41″ N, 80° 46′ 15″ O. Segundo a Departamento do Censo dos Estados Unidos, o município tem uma superfície total de 69.2 km², da qual 52,38 km² correspondem a terra firme e (24,3 %) 16,81 km² é água.

## Demografia
Segundo o censo de 2010, tinha 2.674 habitantes residindo no município de Mecca. A densidade populacional era de 38,64 hab./km². Dos 2.674 habitantes, o município de Mecca estava composto pelo 97,53 % brancos, o 0,64 % eram afroamericanos, o 0,04 % eram amerindios, o 0,22 % eram asiáticos, o 0,19 % eram de outras raças e o 1,38 % eram de uma mistura de raças. Do total da população o 0,97 % eram hispanos ou latinos de qualquer raça.